# Billabong
Billabong je australská oděvní značka založená v roce 1973 Gordonem a Renou Merchantovými ve městě Gold Coast na jihovýchodě státu Queensland. Název billabong je převzat z jazyka domorodých Austrálců a v překladu znamená mrtvé rameno vodního toku.
Sloganem obou zakladatelů vždy bylo “Jenom surfař zná ten pocit!”. Billabong je jednou z největších společností ve světě surfingu, spolu s Quiksilverem a Rip Curlem patří mezi tři špičkové značky. Kromě pro surfaře typických šortek a plavek se v obchodech Billabong prodávají i mikiny, batohy, kraťasy, kšiltovky a další doplňky pro surfaře a skateboardisty.
Výrobky této společnosti se v obchodech neprodávají pouze pod názvem Billabong. Firma je nabízí také pod značkami Palmers Surf, Honolua Surf, Von Zipper, Nixon, Xcel Wetsuits, Tigerlily a Kustom. Značka Element, přesněji Element Skateboards, vyrábí jak oblečení, tak i další pomůcky pro tento stále populárnější sport.